# Oleksij Gončaruk
Oleksij Valerijovič Gončaruk (ukr. Олексі́й Вале́рійович Гончару́к; Žmerinka, 7. jul 1984) jeste ukrajinski političar, advokat i bivši premijer Ukrajine od 29. avgusta 2019. do 4. marta 2020. godine. Bio je najmlađi premijer u istoriji Ukrajine. Nasledio ga je Denis Šmigalj.
Pre ulaska u politiku bio je advokat.